# Песценній Прінк
Песценній Прінк — цезар римського узурпатора Клодія Альбіна. Прінком названий в Historia Augusta, проте це більшістю сучасних дослідників вважається орфографічною помилкою, припускають, що насправді звався Пріск, Прим або Пріней

## Життєпис
Про його діяльність відомо мало фактів. Був старшим сином Клодія Альбіна. Разом з ним мати виховувала й його молодшого брата. Був убитий разом з бабусею Аурелією Мессаліною— матір'ю Клодія, мамою та братом. Його тіло викинули в яму разом з родичами.